# 沖縄電気保安協会
一般財団法人沖縄電気保安協会（おきなわでんきほあんきょうかい）は、沖縄県全域の企業・家庭向けに電気の点検・保安を行うとともに、電気の使用及び安全に関する啓発をおこなっている一般財団法人。

## 協会概要

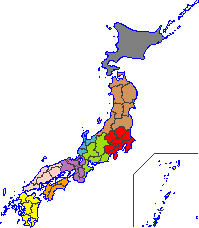
沖縄電気保安協会の業務区域（図右下の1県）

- 設立: 1972年5月12日（2011年4月1日に一般財団法人に移行）
- 理事長: 古堅 宗裕
- 本部: 沖縄県那覇市西3丁目8番21号
- 支所・事業所: 沖縄市・名護市・宮古島市・石垣市・島尻郡久米島町

## 業務内容
- 各種電気設備の安全点検
- 企業向け各種電気設備の保安・監視
- 各種電気設備の取り付け・修理・新設相談
- 電気系資格技術講習会
- 電気を安全に使用するための広報業務
- 沖縄電力との連携業務

## 協会キャラクター
- イルカをモチーフにしたキャラクター。